# Nir (Iran)
Nir (en persan : نير)  est une ville d'Iran située dans la province d'Ardabil au nord de l'Iran.